# グローバルけん玉ネットワーク
一般社団法人 グローバルけん玉ネットワーク（グローバルけんだまネットワーク、英: Global Kendamas Network、略称: GLOKEN/グロケン）は、けん玉ワールドカップの開催や、けん玉検定の運営等を通じて、日本国内および国際的なけん玉の普及に取り組む一般社団法人である。

## 概要
国際的なけん玉の普及・教育活動、けん玉に関する調査研究ならびに出版活動、けん玉の世界大会（けん玉ワールドカップ）の運営、けん玉検定、けん玉先生（指導者資格）の発行、けん玉の開発監修および販売、パフォーマーや講師のキャスティングサービスなどを行っている。
所在地は長野県松本市蟻ケ崎1-1-25。代表理事は窪田保（くぼた・たもつ）。

## 設立経緯
奈良県出身の窪田保が、2000年に進学した広島大学生物生産学部では柔道部に所属していたが、腰のヘルニアが悪化し、柔道を断念。リハビリが続くどん底の毎日で救いとなったのがけん玉で、リハビリ後にけん玉の熱中。しかしけん玉に熱中する姿は周囲から冷ややかな目で見られた。広島テレビからニュース番組で特集されたが、最初は「変わった人がいて、がんばっています」みたいな、面白おかしいテイストで撮られて腹が立ちディレクターに抗議した。「子どもの遊び」としか見られないけん玉のイメージを変えたいと強く願い、2年時に広島大学にけん玉サークル「DAMAけん」を創設。同サークルは広島大学の中では有名。大学在学中からヒッチハイクで、全国の小学校や福祉施設を回り、けん玉のパフォーマンスを披露した。卒業後は青年海外協力隊としてアフリカモザンビークに2年間赴任。中学生に理科を教え、休日には子どもたちとけん玉に興じた。2006年に帰国すると、けん玉がアメリカなど海外で徐々に広がり始めていたことを知る。日本では決められた技を正確に決めることが良しとされるが、海外では持ち方も自由で、ダンスをしながら技を決める人もいて「自分を表現するための道具」にしていることに衝撃を受けた。通信制高校の教員だった2011年に転勤を機に長野県松本市に移住。「日本のけん玉と世界の価値観を繋げたい」との思いから、教員を辞めた後、昔ながらの遊び方にとらわれない斬新なけん玉を広めようと2012年に「グローバルけん玉ネットワーク」を松本市で設立した。

## 沿革
- 2012年（平成24年） - 設立
- 2013年（平成25年） - 競技用けん玉「夢元無双（むげんむそう）」をイワタ木工と共同開発
- 2014年（平成26年） - 日本のけん玉発祥の地とされる広島県廿日市市にて、「けん玉ワールドカップ廿日市2014」を開催
- 2015年（平成27年） - 広島県廿日市市にて「ウッドワンけん玉ワールドカップ廿日市2015」を開催（以降、毎年開催）
- 2016年（平成28年） - 競技用けん玉「LEGAXIS（レガシス）」を米村木工と共同開発
- 2017年（平成29年） - 「けん玉の日」制定
- 2018年（平成30年） - 「けん玉検定」開始
- 2019年（令和元年） - けん玉検定のアメリカでの運用開始
- 2020年（令和二年） - けん玉あそび研究所＋を開設、けん玉の遊び方動画配信サービスの運営を開始

## 主な活動実績

### けん玉ワールドカップ®の運営
2014年を第一回とし、けん玉の世界大会「けん玉ワールドカップ」を、日本のけん玉の発祥の地とされる広島県廿日市市にて毎年開催している。
廿日市市の行政、観光協会、木材同業組合、商工会等から成るけん玉ワールドカップ実行委員会と共同主催。
正式名称は「ウッドワンけん玉ワールドカップ廿日市（英語表記:WOODONE Kendama World Cup Hatsukaichi）+ 年号 」

### けん玉検定®の運営
2018年12月より、けん玉検定を開始。けん玉の遊び方をもっと知り、段階的にけん玉のテクニックを習得する一助となるよう開発されている。

### けん玉先生®研修講座と資格発行
「けん玉先生」は、けん玉の楽しさを伝え、発信するための指導員としての資格。資格は、けん玉の楽しさを伝えるための研修講座を修了することで得られ、けん玉検定の実施も可能となる。資格保有者は、けん玉先生ＩＤカードを保持する。

### けん玉の日®制定（5月14日）
5月14日を「けん玉の日」として制定。2017年、一般社団法人日本記念日協会に正式登録。
日付は現代のけん玉の原型となる「日月ボール（ニチゲツボールまたはジツゲツボール）」が、広島県呉市の江草濱次氏により考案され、実用新案登録されたのが1919年（大正8年）5月14日であることから。
- 記念日名：けん玉の日（英名：Kendama day）

- 記念日：5月14日

- 制定者：一般社団法人グローバルけん玉ネットワーク

- 登録日：2017年2月6日

### NHK紅白歌合戦でのギネス世界記録™チャレンジプロデュース
年末恒例となったNHK紅白歌合戦での三山ひろしの「けん玉チャレンジ」は窪田の企画。第68回NHK紅白歌合戦に出場する“けん玉道四段”を持つ演歌歌手・三山ひろしが、持ち歌の「男の流儀」を歌唱している間に、三山を合わせた計124人が、連続でけん玉を成功させるというギネス世界記録に挑戦した。しかし初年度は、14番目の男性の失敗により記録達成とならなかったが、翌2018年（第69回紅白歌合戦）は成功し、感動の一幕となった。そして3年目となる2019年、連続成功を狙ったが、チャレンジは失敗に終わった。
ギネス記録の挑戦記録名は「Longest line of people catching a kendama ball consecutively」、直訳すると「けん玉を連続してキャッチする最多人数」。
けん玉パフォーマンスユニット「ず～まだんけ」と「一般社団法人グローバルけん玉ネットワーク（以降GLOKEN）」の代表・窪田保が中心となり、全国から参加者が集められ、3日間にわたる練習、リハーサルを経て、けん玉ヒーローズと名付けられた精鋭でステージに立ち記録に挑戦している

### 書籍出版（著作、監修、協力）
「けん玉学」（今人舎、2015）、代表理事・窪田保の著書
「DVDで完全マスター！けん玉テクニック」（メイツ出版、2015）、監修
「けん玉を楽しむ (むかしからつたわる遊び) 」（金の星社、2019、WILLこども知育研究所 編・著）、取材協力　など

### けん玉の監修・共同開発など
- 「夢元無双」  広島県廿日市市のイワタ木工と共同企画で2013年（平成25年）11月に販売開始[5]。世界初となるけん先が交換可能なけん玉となった。夢元無双けん玉はかつてイワタ木工が2003年（平成15年）から2008年（平成20年）にかけて生産していた「夢元けん玉」のリニューアル商品で、夢元けん玉は生産終了後も国内外に根強いファンが多くプレミア価値がついていた。最も損耗しやすいけん先を交換可能とした点が特徴で、この技術についてはイワタ木工が国際特許を申請[5]。
- 「山河」  小田原の堀内ウッドクラフトとの共同開発。200年程の歴史を有する寄木細工の技術を活かしている点が特徴。また、山河は、新間英雄と、佐瀬一夫が昭和40年代に開発した、国内初の競技用けん玉（技のやりやすさを追求し、精密に設計されたけん玉）となったS型けん玉の歴史を引き継ぎ、昇華させた設計となっている。なお、堀内ウッドクラフトの堀内の父は、橋本木工で当時S型けん玉の製造に携わっていた。
- 「TK16オリジナル」「TK16ジュニア」  兵庫県のタミワ玩具株式会社と共同開発。2016年に生産終了した「TK16 MASTER」の誕生当時の設計図をベースに、技の多様化に対応し、初心者にもやさしいけん玉となるよう改良が加えられ、元祖という意味の「ORIGINAL」を名に冠し復刻した形となった。また、兵庫県立工業試験場と共同で開発したTK16ジュニアは子供の手にフィットした設計となっている。タミワ玩具株式会社は2019年5月倒産。
- 「DENDAMA」  スマートフォンのアプリと連動して世界中のけん玉プレイヤーと遊ぶことができるスマートけん玉「DENDAMA」を使って、検定員がいなくてもけん玉検定が受検きるよう、アプリ内のけん玉検定部分について監修。DENDAMAで合格することで、公式登録（合格証の発行）も可能となっている。